# Pascal Lamour

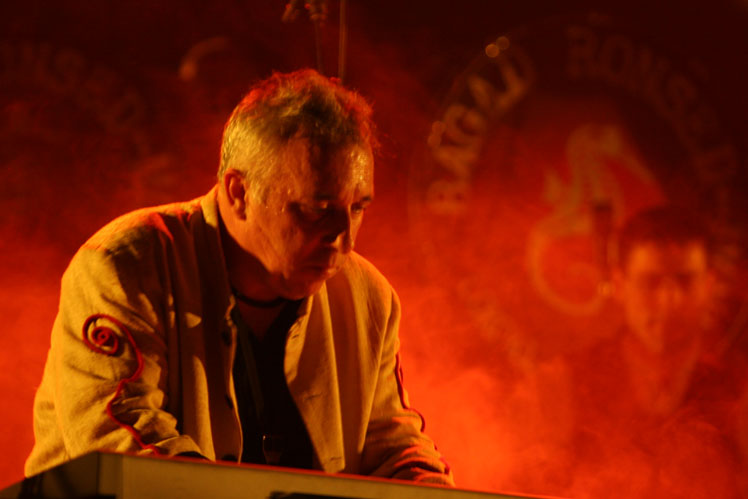
Pascal Lamour en 2005.

Pascal Lamour, nacido el 28 de octubre de 1958 en Vannes, en Bretaña. Es un productor, compositor y músico,  celta y bretón apodado como el "electro-chamán." Siempre ha vivido en Theix donde se dedica a la difusión de la cultura regional.
Estudio farmacia en la Universidad de Rennes 1. Tiene una larga carrera como farmacéutico herborista que le sirvió para su tesis doctoral de 1983 sobre la fitoterapia en la península de Rhuys, difundida como La Médecine populaire à Sarzeau. La música es desde hace mucho una pasión para él a la que se ha dedicado completamente desde el año 2000. Produjo su primer álbum bajo su propio sello, NBC Productions, se hace realmente conocido en la escena musical en torno a 2005, gracias, en particular, al Álbum los Shamans of Brittany que revela sus fusiones de música bretona, música electrónica y música del mundo. Este reconocimiento le abre las puertas a grandes eventos como el Festival de Lorient Inter-Céltico y la noche de San Patricio en Bercy. Desde entonces, ha producido un centenar de álbumes y una docena de artistas bajo su sello, incluido el músico de música tradicional Bretona del Bagad de Locoal Mendon André Le Meut, la harpista celta Myrdhin, y el narrador de Vannes Remy Cochen . 
Pascal Lamour también es un experto en esoterismo. Tiene un título de druida obtenido después una larga iniciación, está muy interesado en el chamanismo. El conocimiento de las plantas cuenta entre sus especialidades, hace mucho que escribe sobre este tema antes de convertirse en escritor. Produjo entre 2010 y  2012 À la recherche de la mandragore y Le chant de la mandragore, un libro y un CD con temas druidas centrados en el Bosque de Brocélandie, en colaboración con el ilustrador Bretón Bruno Brucéro.
Descrito como poseedor de una "personalidad fuerte e independiente", Pascal Lamour siempre ha dado especial importancia a los valores de Bretaña. Vive en Gwynedd bro (país de Vannes) y habla el idioma local, continuando su trabajo y su producción en Vannes, Auray y Theix. Aprende a lo largo del tiempo a tocar muchos instrumentos, entre ellos la gaita, piano, programación, flauta, armónica, guitarra (acústica y eléctrica), y la percusión. Él se muestra como multinstrumentista en cada uno de sus álbumes. Poco a poco formó un verdadero círculo de amigos y ha colaborado con muchos artistas, entre ellos Roland Becker, Miossec, Myrdhin, la bagad Roñsed-Mor, Anne Vanderlove , Bruno Green, o Mellano o El Tordue .

## Personalidad
Pascal Lamour siempre se ha interesado por el esoterismo, especialmente por los antiguos rituales, el chamanismo y el druidismo. Él dice perseguir el mismo objetivo con la música y con la fitoterapia  “ofrecer un poco del conocimiento que los curanderos le han transmitido". Desarrolló un universo musical y literario conciliatorio, además del esoterismo, sus múltiples pasiones por la literatura, la filosofía, las costumbres, las ciencias y la cultura bretona, especialmente la lengua y la música.

### Distinciones
En 1979, ganó el premio a la creación artística Kan ar Bobl y a lo largo del tiempo, ganó otros como músico especializado en tocar la bombarda, la gaita y el clarinete bretón que allí este tipo de músicos se denominan  “sonneurs” o incluso como bailarín, en particular en el concurso de la Saint-Loup en  Guingamp.

### Sitio Oficial
- http://www.pascallamour.com/

- Datos: Q2068533
- Multimedia: Pascal Lamour / Q2068533